# Драган Цветковић
Драган Цветковић (Светозарево, 1969) српски је историчар, специјализован за проучавање геноцида и холокауста, Другог светског рата и историју Западног Балкана у 20. веку.

## Образовање
Цветковић је завршио средњу школу у Светозареву. На Филозофском факултету у Београду, Катедра за историју, дипломирао је 1995. године. На истом факултету, од школске 2007/08. године, похађа студијски програм докторских студија — модул „Историја Југославије“.

## Каријера
Након годину дана рада у Филолошкој гимназији (Београд), од 1996. ради као кустос, а од 2008. године као виши кустос у Музеју жртава геноцида (Београд – Крагујевац).
У Музеју руководи пројектом ревизије Пописа „Жртве рата 1941-1945“ из 1964. године. Такође учествује у прикупљању и обради грађе, дигитализацији и изради документационе базе Музеја. Области интересовања су му Други светски рат на подручју Југославије, ратни губици становништва, геноцид, холокауст. У периодици и зборницима радова објавио је преко 20 чланака и стручних радова. Учесник је више десетина међународних скупова, симпозијума, конференција, трибина и промоција у земљи и иностранству. Суделује у изради музејских изложби и каталога.

## Изабрана библиографија
Монографије
- Људски губици Хрватске 1941—1945. године — питања, примери, резултати... (коаутор Игор Граовац), Загреб, 2005.

Изложбе
- Губим Невино Свој Живот Због Неваљали и Проклети Људи: Злочини геноцида и ратни злочини против цивилног становништва на југословенским просторима 1941—1945. године (са документарних фотографија)/I’m losing my Life Because of Wicked and Cursed People, The Crime of Genocide and War Crimes Against Civilian Population in the Yugoslav Territory 1941-1945 (with documentary photographs), аутори Јован Мирковић, Јасмина Тутуновић-Трифунов, Ненад Антонијевић, Драган Цветковић, Лука Тадић, каталог изложбе, Београд 2011.